# Orientierungslauf-Juniorenweltmeisterschaften 2015
Die 26. Orientierungslauf-Juniorenweltmeisterschaften fanden vom 4. bis 10. Juli 2015 in der Gegend um Rauland in Norwegen statt.

## Zeitplan
- 4. Juli 2015: Eröffnungsfeier
- 5. Juli 2015: Sprint
- 6. Juli 2015: Mitteldistanz Qualifikation
- 7. Juli 2015: Mitteldistanz
- 9. Juli 2015: Langdistanz
- 10. Juli 2015: Staffel

Das Wettkampfzentrum befand sich im Rauland Høgfjellshotell.

## Junioren

### Sprint
| Platz | Land | Athlet                | Zeit      |
| ----- | ---- | --------------------- | --------- |
| 1     | NZL  | Tim Robertson         | 14:31 min |
| 2     | FIN  | Alexi Niemi           | 14:34 min |
| 3     | LIT  | Algirdas Bartkevicius | 14:57 min |
| 4     | SUI  | Thomas Curiger        | 15:04 min |
| 4     | SUI  | Tobia Pezzati         | 15:04 min |
| 6     | FIN  | Topi Raitanen         | 15:06 min |
| 7     | GBR  | Aidan Smith           | 15:08 min |
| 8     | FRA  | Arnaud Perrin         | 15:14 min |

Sprint: 5. Juli 2015
Ort: Åmot
Länge: 2,91 km
Steigung: 85 m

Posten: 17

### Mitteldistanz
| Platz | Land | Athlet                | Zeit      |
| ----- | ---- | --------------------- | --------- |
| 1     | FIN  | Olli Ojanaho          | 25:13 min |
| 2     | SWE  | Erik Andersson        | 25:27 min |
| 3     | SUI  | Sven Hellmuller       | 26:16 min |
| 4     | NOR  | Jonas Madslien Bakken | 26:22 min |
| 5     | NOR  | Audun Heimdal         | 26:43 min |
| 6     | RUS  | Nikita Stepanov       | 26:57 min |
| 7     | SWE  | Emil Granqvist        | 27:21 min |
| 8     | SWE  | Jens Ronnols          | 27:32 min |

Mitteldistanz: 7. Juli 2015
Ort: Krossen
Länge: 4,22 km
Steigung: 140 m

Posten: 19

### Langdistanz
| Platz | Land | Athlet           | Zeit      |
| ----- | ---- | ---------------- | --------- |
| 1     | FIN  | Olli Ojanaho     | 1:07:00 h |
| 2     | SWE  | Simon Hector     | 1:08:15 h |
| 3     | NOR  | Andreas Soelberg | 1:08:26 h |
| 4     | GBR  | Aidan Smith      | 1:09:05 h |
| 5     | SWE  | Simon Imark      | 1:09:13 h |
| 6     | AUT  | Matthias Groell  | 1:10:12 h |
| 7     | NOR  | Audun Heimdal    | 1:10:49 h |
| 8     | SUI  | Tobia Pezzati    | 1:10:58 h |

Langdistanz: 9. Juli 2015
Ort: Skisenteret
Länge: 10,74 km
Steigung: 385 m

Posten: 24

### Staffel
| Platz | Land | Athleten                                               | Zeit      |
| ----- | ---- | ------------------------------------------------------ | --------- |
| 1     | FIN  | Topi Raitanen Aleksi Niemi Olli Ojanaho                | 1:36:39 h |
| 2     | NOR  | Hakon Christiansen Anders Felde Olaussen Markus Holter | 1:38:02 h |
| 3     | SWE  | Emil Granqvist Erik Andersson Simon Hector             | 1:38:21 h |
| 4     | FRA  | Arnaud Perrin Mathieu Perrin Nicolas Rio               | 1:43:30 h |
| 5     | AUT  | Rafael Dobnik Mathias Peter Matthias Groell            | 1:44:07 h |
| 6     | SUI  | Joey Hadorn Noah Zbinden Patrick Zbinden               | 1:44:21 h |
| 7     | NZL  | Devon Beckman Shamus Morrison Tim Robertson            | 1:46:45 h |
| 8     | DEN  | Magnus Maag Bjorn Cederberg Magnus Dewett              | 1:46:53 h |

Staffel: 10. Juli 2015
Ort: Skisenteret
Länge: 17,1 km
Steigung: 645 m

Posten: 59

## Juniorinnen

### Sprint
| Platz | Land | Athletin            | Zeit      |
| ----- | ---- | ------------------- | --------- |
| 1     | SUI  | Simona Aebersold    | 13:56 min |
| 2     | NOR  | Heidi Martensson    | 14:06 min |
| 3     | FIN  | Karoliina Ukskoski  | 14:30 min |
| 4     | NOR  | Sigrid Alexandersen | 14:38 min |
| 5     | FIN  | Anna Haataja        | 14:43 min |
| 6     | FIN  | Emmi Jokela         | 15:01 min |
| 7     | SUI  | Paula Gross         | 15:08 min |
| 8     | FIN  | Noora Koskinen      | 15:10 min |

Sprint: 5. Juli 2015
Ort: Åmot
Länge: 2,45 km
Steigung: 65 m

Posten: 13

### Mitteldistanz
| Platz | Land | Athletin        | Zeit      |
| ----- | ---- | --------------- | --------- |
| 1     | NOR  | Anine Ahlsand   | 26:57 min |
| 2     | SWE  | Johanna Oberg   | 27:11 min |
| 3     | SUI  | Sandrine Müller | 27:14 min |
| 4     | FIN  | Anna Haataja    | 27:30 min |
| 5     | NOR  | Ingeborg Eide   | 27:48 min |
| 6     | SWE  | Tilda Johansson | 27:55 min |
| 7     | SUI  | Paula Gross     | 29:04 min |
| 8     | FIN  | Pihla Otsamo    | 29:25 min |

Mitteldistanz: 7. Juli 2015
Ort: Krossen
Länge: 3,61 km
Steigung: 110 m

Posten: 18

### Langdistanz
| Platz | Land | Athletin           | Zeit      |
| ----- | ---- | ------------------ | --------- |
| 1     | SWE  | Sara Hagström      | 52:06 min |
| 2     | FIN  | Anna Haataja       | 52:46 min |
| 3     | SUI  | Sandrine Müller    | 54:19 min |
| 4     | NOR  | Heidi Martensson   | 54:46 min |
| 5     | DEN  | Miri Thrane Odum   | 55:44 min |
| 6     | SUI  | Simona Aebersold   | 55:51 min |
| 7     | FIN  | Karoliina Ukskoski | 55:53 min |
| 8     | NOR  | Marie Olaussen     | 57:07 min |

Langdistanz: 9. Juli 2015
Ort: Skisenteret
Länge: 7,34 km
Steigung: 235 m

Posten: 16

### Staffel
| Platz | Land | Athletinnen                                         | Zeit      |
| ----- | ---- | --------------------------------------------------- | --------- |
| 1     | SWE  | Andrea Svensson Johanna Oberg Sara Hagström         | 1:44:17 h |
| 2     | SUI  | Sandrine Müller Sofie Bachmann Simona Aebersold     | 1:47:04 h |
| 3     | NOR  | Heidi Martensson Tonje Vassend Marie Olaussen       | 1:47:09 h |
| 4     | FIN  | Niina Hulkkonen Emmi Jokela Pihla Otsamo            | 1:49:57 h |
| 5     | POL  | Weronika Cych Maja Morawska Aleksandra Hornik       | 1:51:55 h |
| 6     | DEN  | Josefine Lind Amanda Falck Weber Miri Thrane Odum   | 1:55:07 h |
| 7     | CZE  | Teréza Nováková Gabriela Hirsova Anna Stickova      | 1:55:49 h |
| 8     | RUS  | Daria Korobeynik Marina Trubkina Maria Zasimovskaia | 1:57:45 h |

Staffel: 10. Juli 2015
Ort: Skisenteret
Länge: 14,8 km
Steigung: 530 m

Posten: 51

## Medaillenspiegel
| Platz | Land       | Gold | Silber | Bronze | Gesamt |
| ----- | ---------- | ---- | ------ | ------ | ------ |
| 1     | Finnland   | 3    | 2      | 1      | 6      |
| 2     | Schweden   | 2    | 3      | 1      | 6      |
| 3     | Norwegen   | 1    | 2      | 2      | 5      |
| 4     | Schweiz    | 1    | 1      | 3      | 5      |
| 5     | Neuseeland | 1    | –      | –      | 1      |
| 6     | Litauen    | –    | –      | 1      | 1      |